# سانتياغو بيريز (منافس ألعاب قوى)
سانتياغو بيريز (بالإسبانية: Santiago Pérez Alonso)‏ هو منافس ألعاب قوى إسباني، ولد في 12 يناير 1972 في فيغو في إسبانيا.

## وصلات خارجية
- سانتياغو بيريز ألونسو على موقع الاتحاد الدولي لألعاب القوى (الإنجليزية)
- سانتياغو بيريز ألونسو على موقع أوليمبيديا (الإنجليزية)